# Policía Canaria
Il Cuerpo General de la Policía Canaria (in spagnolo Corpo Generale della Polizia Canaria), comunemente denominato Policía Canaria, è il corpo di polizia della comunità autonoma delle Isole Canarie, istituito nel 2010 in virtù della legge 2/2008, promulgata sotto il presidente Paulino Rivero.
Include, oltre agli agenti sotto il diretto controllo della comunità autonoma, quelli delle polizie locali. Si tratta della più recente delle quattro polizie autonome della Spagna, insieme ai Mossos d'Esquadra catalani, all'Ertzaintza basca e alla Polizia forale della Navarra.